# 호르스트 슈넬하르트

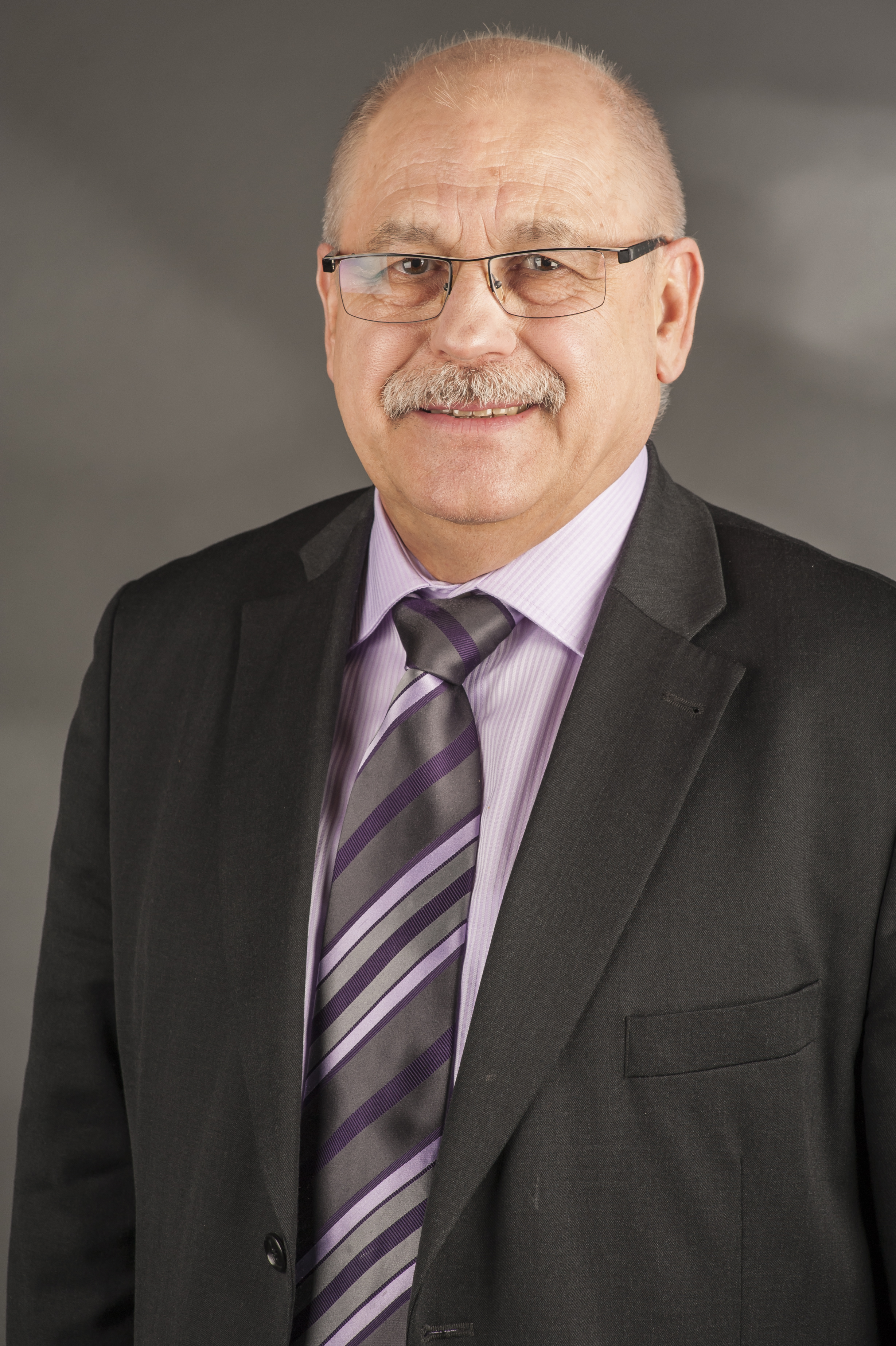
2014년의 호르스트 슈넬하르트

호르스트 슈넬하르트(독일어: Horst Schnellhardt) (1946년 5월 12일~)는 1994년부터 2009년까지 작센안할트주를 대표하는 유럽 의회의 의원을 역임한 독일의 정치인이다. 그는 유럽 국민당의 일부인 보수적인 독일 기독교민주연합의 일원이다.
그는 "보드카 전쟁"을 해결하기 위해 제안된 "슈넬하르트 타협"의 제안자이다.

## 같이 보기
- 작센안할트주